# Matthew Desmond
Matthew Desmond (nacido en 1979 o 1980) es un sociólogo y educador estadounidense. Se desempeña como profesor Maurice P. Durante de Sociología en la Universidad de Princeton, donde también es el investigador principal del Eviction Lab. Fue elegido miembro de la Sociedad Filosófica Estadounidense en 2022.

## Biografía
Realizó su estudios de pregrado en la Universidad Estatal de Arizona y al mismo tiempo trabajó como voluntario en Hábitat para la Humanidad en Tempe. En 2002, se graduó de ASU con una licenciatura summa cum laude en estudios de comunicaciones y justicia. Recibió un doctorado en sociología por la Universidad de Wisconsin-Madison. Anteriormente fue profesor asociado John L. Loeb de Ciencias Sociales en la Universidad de Harvard.

## Honores
Recibió una beca Harvey en 2006 y una beca MacArthur en 2015. Ganó el Premio Pulitzer de no ficción general de 2017, el Premio PEN/John Kenneth Galbraith de 2017 y el Premio del Círculo Nacional de Críticos de Libros de 2016 por su trabajo sobre la pobreza, Evicted: Poverty and Profit in the American City. Su mención del Premio Pulitzer de 2017 decía: "Por una exposición profundamente investigada que mostró cómo los desalojos masivos después de la crisis económica de 2008 fueron menos una consecuencia que una causa de la pobreza".

## Publicaciones
- Desmond, Matthew (2008). On the Fireline: Living and Dying with Wildland Firefighters. University of Chicago Press. ISBN 978-0-226-14407-8.
- Emirbayer, Mustafa and Matthew Desmond (2009). Racial Domination, Racial Progress: The Sociology of Race in America. New York: McGraw-Hill. ISBN 9780072970517
- Emirbayer, Mustafa; Desmond, Matthew (2015). The Racial Order. Chicago: University of Chicago Press. ISBN 978-0-226-25366-4.
- Desmond, Matthew (2016). Evicted: Poverty and Profit in the American City. New York: Crown/Archetype, 2016. ISBN 9780553447446
- Desmond, Matthew (2018). "Why Work Doesn't Work Anymore." New York Times Magazine, p. 36, 16 de septiembre de 2018.
- Desmond, Matthew (2019). "American Capitalism Is Brutal. You Can Trace That to the Plantation." New York Times Magazine, 2019 (part of The 1619 Project).
- Desmond, Matthew (2021), "Capitalism", chapter in The 1619 Project: A New Origin Story.
- Desmond, Matthew (2023). Poverty, by America. New York: Crown, 2023. ISBN 9780593239919